# Parafia św. Stanisława Biskupa i Męczennika w Kobylinie-Borzymach
Parafia pw. Świętego Stanisława Biskupa i Męczennika w Kobylinie-Borzymach – rzymskokatolicka parafia należąca do dekanatu Kobylin, diecezji łomżyńskiej, metropolii białostockiej. Parafię prowadzą księża diecezjalni.

## Historia
Parafia została erygowana w 1448 roku. 

## Zasięg parafii
Do parafii należą wierni z następujących miejscowości: Kobylin-Borzymy, Czajki, Franki-Dąbrowa, Franki-Piaski, Garbowo-Kolonia, Nowe Garbowo, Stare Garbowo, Kapice-Lipniki, Kapice Stare, Kierzki, Kłoski-Młynowięta, Kłoski-Świgonie, Kobylin-Cieszymy, Kobylin-Kruszewo, Kobylin-Kuleszki, Kobylin-Latki, Kobylin-Pieniążki, Kobylin-Pogorzałki, Kropiewnica-Gajki, Kropiewnica-Racibory, Kurzyny, Makowo, Milewo Zabielne, Mojki, Sikory-Bartkowięta, Sikory-Bartyczki, Sikory-Janowięta, Sikory-Pawłowięta, Sikory-Piotrowięta, Sikory-Tomkowięta, Sikory-Wojciechowięta, Stypułki-Święchy, Zalesie Łabędzkie